# تقویت وفادار
در الکترونیک، تقویت وفادار (به انگلیسی: faithful amplification)، تقویت یک سیگنال، به‌ویژه سیگنال ضعیف، توسط یک لامپ ترایود یا ترانزیستور است، به‌طوری که سیگنال در دامنه تغییر می‌کند اما شکل آن تغییر نمی‌کند. برای دستیابی به این امر با ترانزیستور دوقطبی، ترانزیستور بایاس می‌شود. تقویت وفادار فقط می‌تواند در ترانزیستورهایی با پیوند امیتر-بیس بایاس مستقیم، پیوند بیس-کلکتور بایاس معکوس و جریان کلکتور با سیگنال صفر مناسب رخ دهد. بدون بایاس صحیح، ترانزیستور به‌طور مؤثر عمل نمی‌کند و باعث اعوجاج خروجی آن می‌شود.

### کتابشناسی مرجع
- Agarwal, R. K.; Sharma, Rekha; Jain, Garima (2007). "Bipolar Transistor". Solid State Devices and Electronics. Krishna's Series in Physics. Krishna Prakashan Media.
- Biswal, Sadasiva (2001). Basic Electronics. Atlantic Publishers & Distributors. ISBN 9788126901111.
- Garg, Rakesh Kumar; Dixit, Ashish; Yadav, Pavan (2008). Basic Electronics. Firewall Media. ISBN 9788131803028.